# Ювановское сельское поселение
Юва́новское се́льское поселе́ние (чув. Урпаш ял тăрăхĕ) — муниципальное образование в составе Ядринского района Чувашской Республики.
В Ювановское сельское поселение входят 8 деревень. Население — 1430 человек.
Главой поселения является Садиков Евгений Владимирович.

## Организации
- СХП «Родина»
- СХПК «Трудовик»

### Населённые пункты
На территории поселения находятся следующие населённые пункты:
| Название        | Тип населённого пункта | Население |
| --------------- | ---------------------- | --------- |
| Юваново         | Село                   | 645       |
| Верхние Ирзеи   | Деревня                | 176       |
| Средние Ирзеи   | Деревня                | 90        |
| Нижние Ирзеи    | Деревня                | 106       |
| Верхние Бурнаши | Деревня                | 61        |
| Нижние Бурнаши  | Деревня                | 84        |
| Сятраево        | Деревня                | 97        |
| Тяптяево        | Деревня                | 171       |

## Достопримечательности
- Церковь Михаила Архангела